# Teiglin
Teiglin is een rivier in Beleriand in De Silmarillion van J.R.R. Tolkien.
De Teiglin is een grote zijrivier van de Sirion. De Teiglin zelf ontspringt bij drie verschillende bronnen in de Ered Wethrin. Hij stroomt naar het zuiden langs het Woud van Brethil waar hij in de bossen van Doriath in de Sirion stroomt.
Voorbij de Voorde van de Teiglin stroomt de rivier door diepe kloven en ravijnen. De hoogste van de rotsen hier is de Cabed-en-Aras. Bij deze rots werd de draak Glaurung gedood door Túrin Turambar. En hier stortte Túrins zuster Nienor zich van de rotsen in de diepte.